# Peó caminer
El terrelló, peó caminer o, simplement, caminer, era l'encarregat de mantenir el bon estat de les carreteres al regne d'Espanya. La figura neix el segle xviii durant el regnat dels primers borbons, fruit del reformisme del despotisme il·lustrat, i es desenvolupà al llarg de tot el segle xix i al començament del XX.

## Història
Els camins, públics o privats, sempre han hagut de menester tasques de manteniment per conservar-ne el bon estat, atès que es deterioren per l'ús i per la pluja. Antigament, aquest manteniment el duia a terme el propietari o el senyor de la terra, i era una tasca molt costosa. El segle xviii, com a reflex del despotisme il·lustrat i de la renovació del regne, es crea la Inspecció General de Camins, l'objectiu del qual era, justament, de mantenir el bon estat dels camins públics i carreteres.
El 1852, durant el regnat d'Isabel II, per mitjà d'una circular es disposa la necessitat de construir casetes per als peons caminers, i el 1967 aparegué el reglament que regia el cos de treballadors, els objectius dels quals eren: revisar l'estat dels trams que li corresponien, mantenir i reparar els que estiguessin danyats i denunciar els vianants que perjudiquessin l'estat de les carreteres.
A partir de 1909 s'organitzaren en grups de peons, comandats per un capatàs. El segle xx acabaren per ser funcionaris. A mesura s'asfaltaven les carreteres i es començaven a generalitzar els automòbils els peons caminers deixaren de tenir un tram de carretera assignat i passaren a ser treballadors dels centres COEX, centres de Conservació i Explotació que depenen de les institucions corresponents.

## Funcions
Entre les funcions dels peons caminers hi havia:
- Recórrer la secció o seccions de carreteres que tenien assignades de l'eixida a la posta del sol per a comprovar l'estat del camí
- Reparar els deterioraments de les parts danyades, aplanant els solcs de les rodes de carro, llevant les pedres i males herbes que feien nosa al mig del camí, omplint els clots amb terra, arena o pedres, netejant les entrades de les clavegueres d'elements que impedissin el drenatge i mantenint ben pintades les fites dels punts quilomètrics.
- Vetlar els vianants perquè no posessin en perill la integritat de la carretera i denunciar-ho a les autoritats si pertocava.

Amb el temps, ultra les eines manuals tradicionals, començaren a tenir ginys més moderns com les màquines aplanadores de vapor.

## Eines
Durant l'època tradicional, amb carreteres i camins sense asfaltar, les eines dels peons eren les següents:
- carretó
- cove o covenet, sovint anomenat “covenet del reble”
- xapo
- magall
- arpiots
- podall
- pic
- pala
- picó

També podien usar corrons tirats per cavalleries.

## Les casetes de caminers

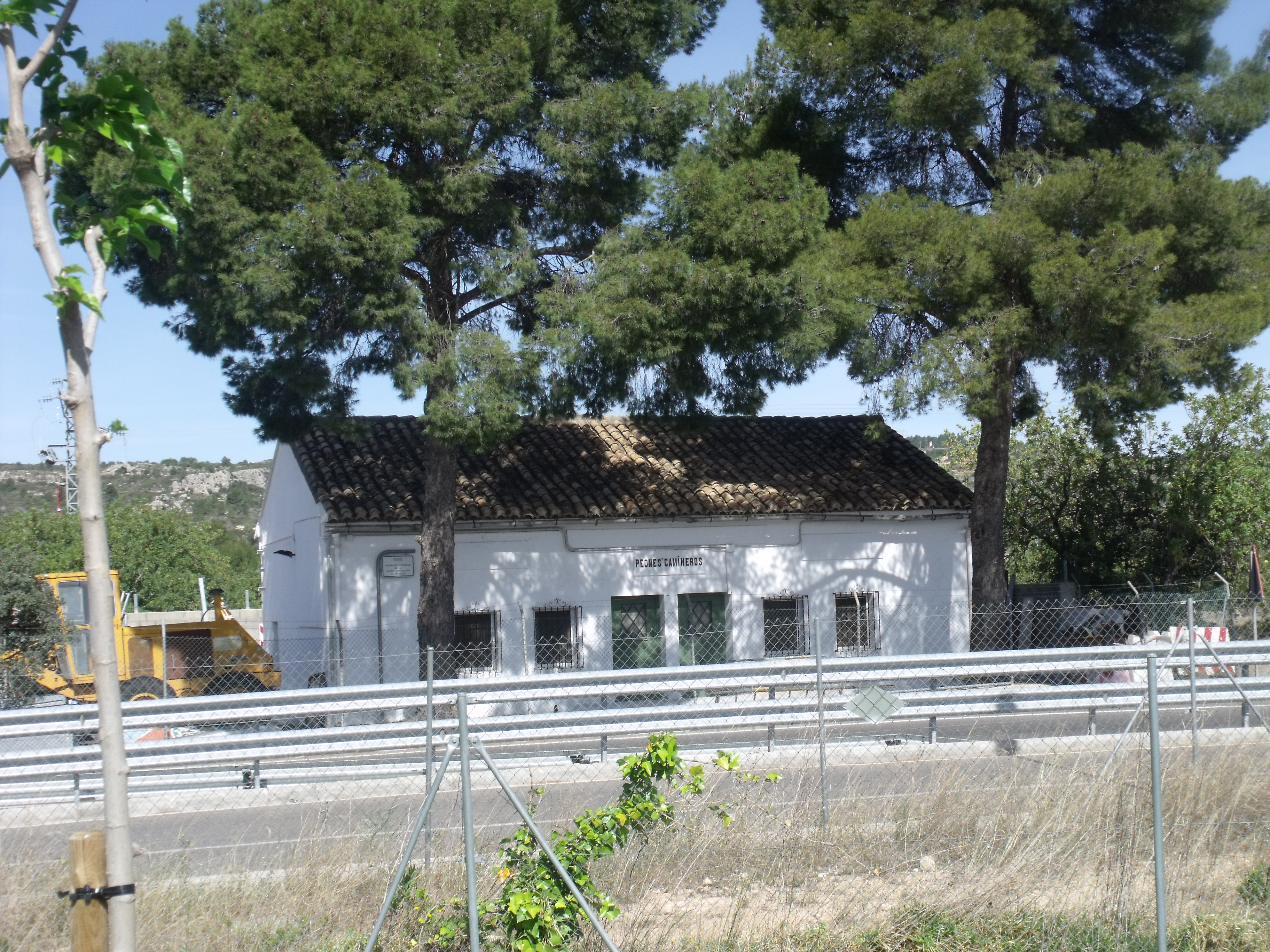
Caseta de caminers a Alboraig

Per a poder-se encarregar del manteniment dels trams de fora de la població, a partir de 1852 es començaren a construir casetes per als peons caminers, en què vivien i, a més, feien servir de magatzem per guardar-hi llur material d'obra. Eren models de casa regulats i construïts en sèrie, dels quals existien quatre models. Se situaven al costat de les carreteres, i comptaven amb diverses cambres per una o dues famílies, abastiment d'aigua i un petit hortet i corral per tenir-hi bestiar, atès que llur sou era força modest.
A mesura que passà el temps i el transport privat esdevingué més fàcil i ràpid, els peons començaren a abandonar aquestes cases per anar a viure a les viles més pròximes, i aquestes casetes passaren a ser magatzems de material fins avui en dia, que moltes les han abandonat.
Encara se'n conserven força a tot el territori, com ara una a Roses i una a Monistrol. La barriada del Viver de Mallorca nasqué entorn d'una caseta de caminers.